# شديفة
الشُّدَيفة أو الزهور المروحية أو سكايفولا (نسبةً إلى جايوس موسيوس سكايفولا، أحد الأبطال في الأساطير الرومانية) أو نصفي الزهور أو نَيُوباكة (تسميةٌ هاواوية) (الاسم العلمي: Scaevola)، جنس نباتات مُزهرة من فصيلة مخالب الباز. يتألف من أكثر من 130 نوعًا استوائيًا، ومركز التنوع له هي أستراليا وبولينيزيا. هناك حوالي 80 نوعا في أستراليا، توجد في جميع أنحاء القارة الأسترالية. التنوع الأعلى يوجد في الجنوب الغربي، في كاليفورنيا. حيث تضم 40 نوعًا متوطن.